# Afton Williamson
Afton Williamson (* 7. September 1984 in Sylvania, Ohio) ist eine US-amerikanische Schauspielerin.

## Leben und Karriere
Afton Williamson wurde in Sylvania im US-Bundesstaat Ohio geboren. Nach ihrer Schulzeit besuchte sie die Eastern Michigan University und graduierte mit einem Bachelor of Fine Arts. Sie gewann außerdem eine Auszeichnung beim Alabama Shakespeare Festival.
Williamson ist seit dem Jahr 2010 als Schauspielerin aktiv. Sie hatte zunächst Gastauftritte in Fernsehserien wie Good Wife oder Law & Order: Special Victims Unit, bevor sie 2011 in drei Episoden der hochgelobten ersten Staffel der Serie Homeland die Figur der Helen Walker verkörperte. In der Folge konnte sie neben weiteren Gastauftritten, u. a. in The Following und Elementary, auch wiederkehrende Rolle ergattern, so als Makena in Nashville oder von 2014 bis 2015 als Alison Medding in der Cinemax-Serie Banshee – Small Town. Big Secrets. 2018 übernahm sie in der Serie Shades of Blue die wiederkehrende Rolle der Katie Myers und zudem als Talia Bishop eine Hauptrolle in The Rookie.
2019 kündigte sie ihren Ausstieg bei The Rookie an, nachdem an der Produktion Beteiligte rassistische Beleidigungen geäußert und ein Gastdarsteller sie sexuell belästigt haben soll. Die verantwortlichen Produzenten sollen der Aufklärung der Vorwürfe nicht ausreichend nachgekommen sein. Eine Untersuchung durch eine investigative Anwaltskanzlei kam im September 2019 zu dem Ergebnis, dass sich für Williamsons Anschuldigungen keine Beweise finden ließen.

## Filmografie (Auswahl)
- 2010: Good Wife (The Good Wife, Fernsehserie, Episode 2x07)
- 2011: Pariah
- 2011: Law & Order: Special Victims Unit (Law & Order: New York, Fernsehserie, Episode 12x21)
- 2011: Homeland (Fernsehserie, 3 Episoden)
- 2011–2012: A Gifted Man (Fernsehserie, 8 Episoden)
- 2012: Ein riskanter Plan (Man on a Ledge)
- 2012: Royal Pains (Fernsehserie, Episode 4x09)
- 2012: Abducted: The Carlina White Story (Fernsehfilm)
- 2012: Nashville (Fernsehserie, 3 Episoden)
- 2013: Ironside (Fernsehserie, Episode 1x01)
- 2013, 2015: The Following (Fernsehserie, 2 Episoden)
- 2014–2015: Banshee – Small Town. Big Secrets. (Banshee, Fernsehserie, 8 Episoden)
- 2015: Elementary (Fernsehserie, Episode 3x22)
- 2015–2016: Blindspot (Fernsehserie, 2 Episoden)
- 2016: The Night Of – Die Wahrheit einer Nacht (The Night Of, Miniserie, 5 Episoden)
- 2017: The Blacklist (Fernsehserie, Episode 4x15)
- 2017: The Breaks (Fernsehserie, 8 Episoden)
- 2017: Finding Her
- 2018: Bull (Fernsehserie, Episode 2x15)
- 2018: Write When You Get Work
- 2018: Instinct (Fernsehserie, Episode 1x02)
- 2018: Shades of Blue (Fernsehserie, 7 Episoden)
- 2018–2019: The Rookie (Fernsehserie, 20 Episoden)
- 2019: Otherhood
- 2020: Still Here